# クリプトン (架空の惑星)
クリプトン（英: Krypton）は、DCコミックスのスーパーヒーロー「スーパーマン」の故郷として知られる架空の惑星。クリプトンに属する種族はクリプトン人、クリプトニアンと呼称される。

## 概要
クリプトン星はジェリー・シーゲルとジョー・シャスターによって創造された。1938年6月の『Action Comics #1』で最初に言及され、1939年6月の『Superman #1』で爆発した惑星として描かれている。
クリプトンは複数の作家によって様々な形で描かれているが「カル゠エル（スーパーマン）がロケットで旅立った後、爆発する」という描写は一貫している。当初はスーパーマンだけが唯一の生き残ったクリプトン人とされていたが、後にスーパーガールやゾッド将軍などの「別の場所で生き延びていた」クリプトン人が登場する。クリプトンの首都「カンドール」はそこに住むクリプトン人と共に、宿敵のブレイニアックによって縮小化されており、スーパーマンの奪還後は「孤独の要塞」で保管されている。
スーパーマンが空を飛べる理由として、クリプトンの重力は地球よりもはるかに強いため、クリプトン人は地球の重力に逆うことができるとされる。また、その強力な重力であるため航空機やロケットの科学技術が地球のものより数世紀分は発達したとされている。

## 他のメディア

### 映画
- スーパーマン (1978年の映画)（1978年）
- スーパーマン リターンズ（2006年）
- マン・オブ・スティール（2013年）

### ドラマ
- ヤング・スーパーマン（2001年-2011年）
- SUPERGIRL/スーパーガール（2015年-現在）
- KRYPTON/クリプトン（英語版）（2018年-現在）

### アニメ
- スーパーマン (アニメ)（1996年-2000年）

### ゲーム
- インジャスティス2（2017年）